# Tambov
Tambov (ru. Тамбов) este un oraș din Regiunea Tambov, Federația Rusă și are o populație de 293.658 locuitori conform recensământului din 2002. Orașul Tambov este centrul administrativ al regiunii Tambov.

## Personalități născute aici
- Victoria Barbă (n. 1926 - 2020), regizoare moldoveancă de filme de animație.